# Psyllaephagus boletus
Psyllaephagus boletus är en stekelart som beskrevs av Edgar F. Riek 1962. Psyllaephagus boletus ingår i släktet Psyllaephagus och familjen sköldlussteklar. Inga underarter finns listade i Catalogue of Life.